# Mónica Vilar López
Mónica Vilar López, nació en Olot, Gerona, el 27 de julio de 1970. Es una Maestro FIDE Femenino de ajedrez española.

## Resultados destacados en competición
Fue una vez campeona de España, en el año 1995 en Vitoria y resultó subcampeona en dos ocasiones, en los años 1991 y 1992. Fue seis veces Campeona femenina de Cataluña de ajedrez, en los años 1986, 1987, 1988, 1989, 1991 y 1995, y resultó subcampeona en una ocasión en el año 1993.
Participó representando a España en las Olimpíadas de ajedrez en tres ocasiones, en los años 1992, 1996 y 1998 y en el Campeonato de Europa de ajedrez por equipos en una ocasión, en el año 1992.